# Hippocampus satomiae
Hippocampus satomiae  (лат.) — вид морских лучепёрых рыб, самый мелкий представитель семейства игловых (Syngnathidae). Встречается только у острова Дераван к северу от Калимантана и у острова Сулавеси.
Голотип представляет собой самца длиной 13,8 мм, выловленного у острова Дераван на глубине 10—18 м. Видовое название присвоено в честь мисс Satomi Onishi, впервые поймавшей эту рыбу.

## Описание
Максимальная длина 14 мм, а высота — 11 мм.
В спинном плавнике 13 мягких лучей, в грудных плавниках 9 мягких лучей, анальный плавник маленький или отсутствует, хвостовой плавник отсутствует. Тело покрыто костными щитками, расположенными кольцами; 12 туловищных и 27—28 хвостовых колец. Относительно большая голова пригнута к брюху. На голове имеется венчик в виде короны с вытянутыми краями (Н-образный вид сверху). Рыло без бульбообразного утолщения. На рыле между глазами имеется чётко-выраженный шип. Одно жаберное отверстие снизу головы. Над глазами, по бокам головы, на теле и кольцах имеются колючки. Выводковая сумка у самцов расположена перед анальным отверстием.
Общая окраска тела серая или светло-коричневая. На жаберной крышке, тела и хвосте хорошо видны оранжевые или красные пятна. Глаза окружены чёрным кольцом, между глазом и рылом чёрные точки.

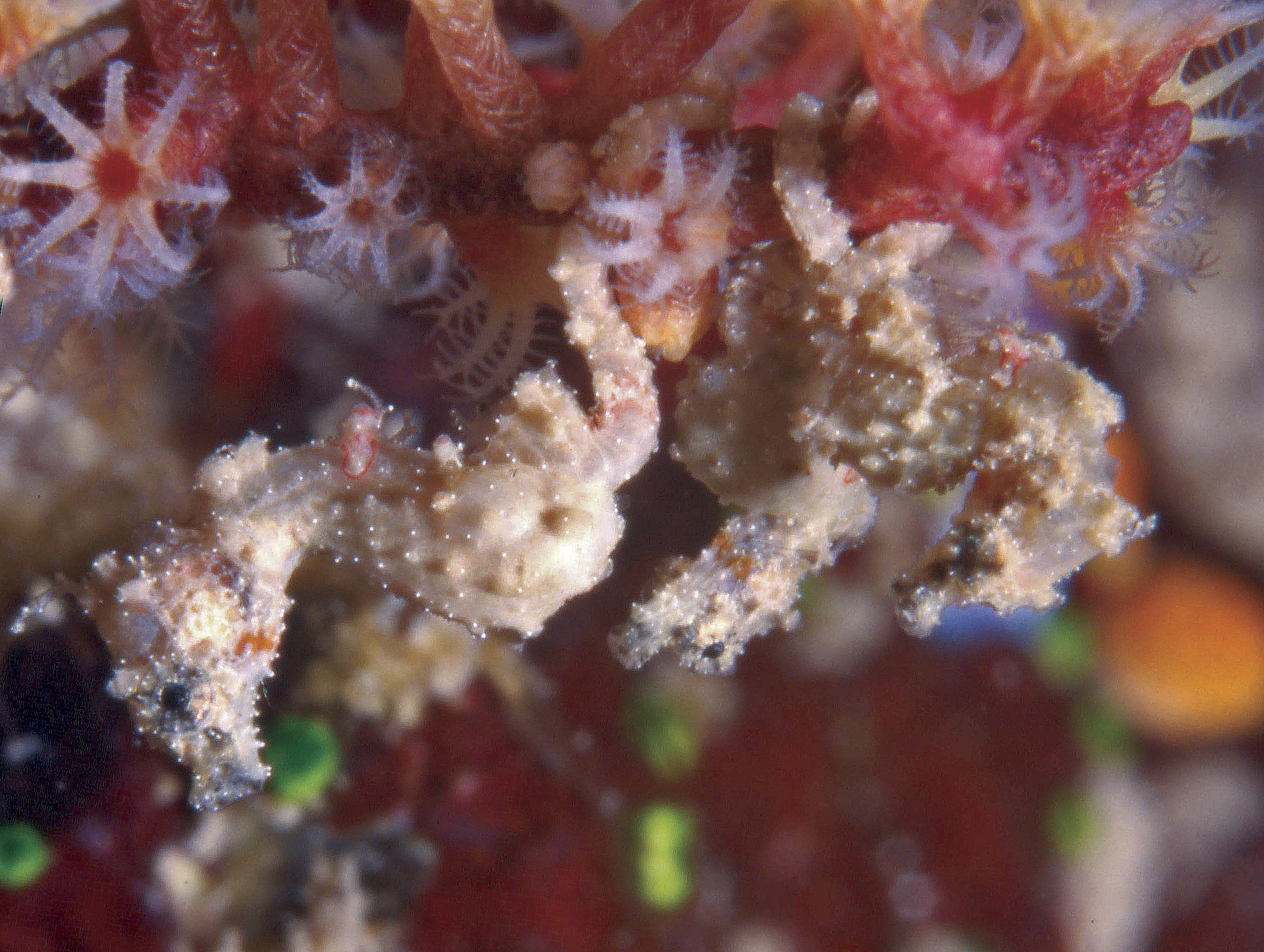
Hippocampus satomiae, прикреплённый к кораллам

## Биология
Биология практически не изучена.
Обитают в прибрежье на глубине 5—20 м среди кораллов. В дневные часы не активны и их трудно обнаружить даже в типичных местообитаниях. Активизируются в сумерки, ночью собираются группами по 3—5 особей.
Питаются мелкими ракообразными.
О размножении почти ничего не известно. У типового образца, выловленного в октябре, в выводковой сумке было 8 развивающихся эмбрионов. При рождении молодь интенсивно-чёрного цвета, высота тела около 3 мм, по форме тела сходна со взрослыми особями. Оседает на дно вблизи места рождения.
Вид был включён в 10 самых интересных видов живых организмов (Top 10 New Species 2009), обнаруженных в 2008 году и избранных учёными из Международного института исследования видов при Университете штата Аризона.